# ساتومی تادایوشی
ساتومی تادایوشی (به ژاپنی: 里見 忠義 Satomi Tadayoshi); ۱ ژانویهٔ ۱۵۹۴ – ۲۷ ژوئیهٔ ۱۶۲۲) سامورایی و دایمیو در دوره آزوچی-مومویاما و شوگون‌سالاری توکوگاوا اهل ژاپن بود.